# Tuczno Pierwsze
Tuczno Pierwsze [ˈtut͡ʂnɔ ˈpjɛrfʂɛ] là một khu định cư ở khu hành chính của Gmina Tuczno, thuộc hạt Wałcz, West Pomeranian Voivodeship, ở phía tây bắc Ba Lan. Nó nằm khoảng 5 kilômét (3 mi)  về phía bắc của Tuczno, 22 km (14 mi) về phía tây của Wałcz và 107 km (66 mi) về phía đông của thủ đô khu vực Szczecin.
Trước năm 1945, khu vực này là một phần của Đức. Đối với lịch sử của khu vực, xem Lịch sử của Pomerania.
Khu định cư có dân số 20 người.